# 查理·卫斯理故居
查理·卫斯理故居（Charles Wesley's House）是英格兰布里斯托尔一座经过修复的历史建筑，位于查尔斯街4号。 从1749年到1778年，这是圣诗作者和循道宗的联合创始人查理·卫斯理和妻子莎拉・卫斯理的住所。这是查理·卫斯理在1756-71年的主要住所。他的儿子小查理·卫斯理和撒母耳·卫斯理童年时都住在这里。 他们两人都是音乐神童，成为著名的管风琴家和作曲家。 建筑内部已恢复18世纪的外观。。
查尔斯街4号和5号的两栋房子已被英格兰遗产委员会列为II*级登录建筑。 它们是18世纪初的早期乔治王风格，三层砖砌建筑。 该建筑已经被现代建筑所环绕。